# Dittmannsdorf (Gornau)
Dittmannsdorf ist ein Ortsteil der sächsischen Gemeinde Gornau/Erzgeb. im Erzgebirgskreis.

## Geografie

### Lage
Dittmannsdorf liegt etwa 3,5 Kilometer nordwestlich von Zschopau im Erzgebirge. Der Ort erstreckt sich über etwa 4 Kilometer im Tal des gleichnamigen Baches, welcher nach Nordost der Zschopau zufließt. Der rechte Talhang ist relativ steil und mit Wald durchsetzt. Dadurch liegen die Häuser fast ausnahmslos am linken, flacheren Talhang. Bereits die früheren Höfe mit dazugehörigen Hufen wurden hauptsächlich einseitig nach Westen angelegt. Seiner idyllischen Lage verdankt das Dorf auch die Bezeichnung „Klein-Tirol“.
Durch den Ort verläuft die Bundesstraße 180, zwei Kreisstraßen verbinden den Ort mit Altenhain im Westen bzw. Witzschdorf im Osten.

### Nachbarorte
| Kleinolbersdorf | Kunnersdorf                                 | Hennersdorf |
| Altenhain       | Kompassrose, die auf Nachbargemeinden zeigt | Witzschdorf |
|                 | Gornau                                      | Zschopau    |

## Geschichte
Die Besiedelung des Ortes kann mit dem Landesausbau im Erzgebirge von der Mitte des 12. bis Mitte des 13. Jahrhunderts in Verbindung gebracht werden. In der Nähe der Kirche zweigt von Hauptstraße ein Feldweg in Richtung Götzhöhe ab und entspricht der Linienführung eines alten Böhmischen Steiges, welcher Dittmannsdorf vom unteren Ortsteil von Altenhain her erreichte.
1322 erfolgt die erste urkundliche Erwähnung von Dittmannsdorf im Zusammenhang mit der Belehnung des Benediktinerklosters in Chemnitz mit Dittmannsdorf durch Heinrich von Waldenburg. Er übertrug damit die grundherrlichen Rechte über den Ort auf das Kloster.
Die Reformation erreichte den Ort 1539, die Dittmannsdorfer Kirche wurde Filialkirche von Erdmannsdorf. 1580 wird ein Lehrer für Dittmannsdorf genannt. 1653 werden im Ort drei Brettmühlen genannt. Um 1710 gab es im Ort Leineweber, 2 Schneider, 1 Schmied, 1 Bäcker, 1 Wagner, 1 Böttcher.
Bald nach dem Bau der Schule im Jahre 1846 machte der seit 1841 im Ort tätige Lehrer Böhme von sich reden. Er hatte am 3. Mai 1849 die Dorfbewohner zur Unterstützung der Revolution in Dresden aufgerufen und wurde daraufhin des Amtes verwiesen.
1850 entstand aus einer ehemaligen Mühle eine Fabrik zur Herstellung von Watte, 1928 erfolgte die Umstellung zur Strumpffabrikation. 1853 wurde Dittmannsdorf selbstständige Kirchgemeinde und blieb dies bis 1929. Von da an wurde es Filialkirche von Zschopau, 1999 wurde es gemeinsam mit Witzschdorf Schwestergemeinde von Gornau.
Mit seinen 786 Einwohnern (Stand 31. Dezember 1993) wurde Dittmannsdorf zum 1. März 1994 nach Gornau eingemeindet.

### Entwicklung der Einwohnerzahl
| Jahr | Einwohnerzahl                                        |
| ---- | ---------------------------------------------------- |
| 1551 | 31 besessene Mann, 1 Häusler, 62 Inwohner, 19½ Hufen |
| 1764 | 31 besessene Mann, 4 Gärtner, 29 Häusler, 19½ Hufen  |
| 1834 | 779                                                  |
| 1871 | 874                                                  |

| Jahr | Einwohnerzahl |
| ---- | ------------- |
| 1890 | 739           |
| 1910 | 709           |
| 1925 | 744           |
| 1939 | 954           |

| Jahr | Einwohnerzahl |
| ---- | ------------- |
| 1946 | 1093          |
| 1950 | 1119          |
| 1964 | 989           |
| 1990 | 748           |

| Jahr | Einwohnerzahl |
| ---- | ------------- |
| 1993 | 786           |
| 2011 | 878           |

### Kirche Dittmannsdorf

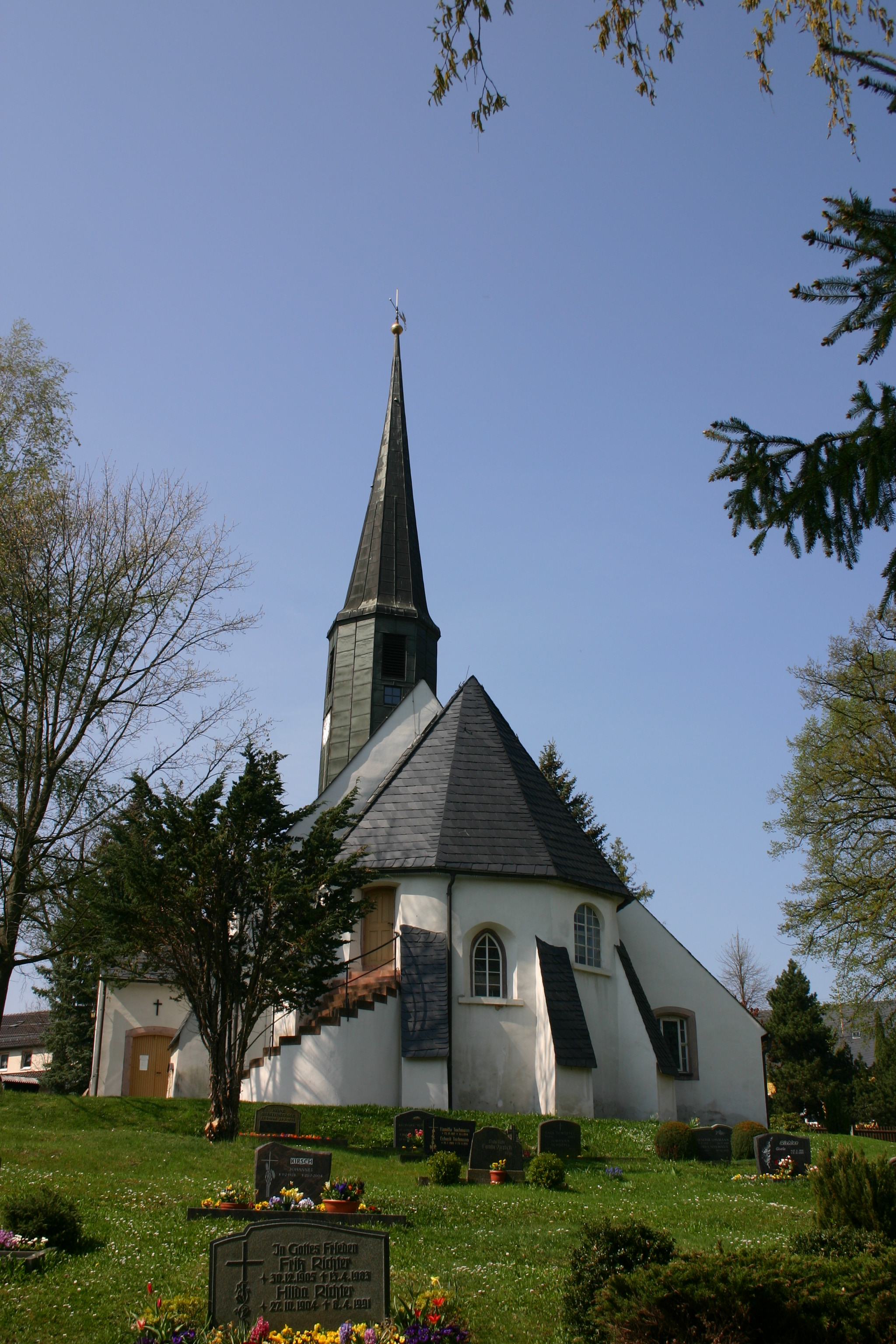
Die Dittmannsdorfer Kirche von Osten gesehen (April 2009)

Bereits im Zeitraum zwischen 1150 und 1250 soll der älteste Teil der Kirche als Wegkapelle am Böhmischen Steig errichtet worden sein.
Der gegenwärtige Bau ist offensichtlich romanischen Ursprungs, ein rechteckiger Saalraum mit eingezogenem Chor – zwischen beiden vermittelt ein halbkreisförmiger Triumphbogen. Der Chor besitzt einen gotischen, dreiseitigen Schluss mit Strebepfeilern. Ebenfalls aus dieser Zeit stammt höchstwahrscheinlich auch der Dachreiter mit spitzem Helm.
Die Kassettendecken in Kirchenschiff und Chor, die Emporenarchitektur sowie die Kanzel zeigen barocke Formen des ausgehenden 17. Jahrhunderts.
Bei der Erneuerung der Kirche im Jahre 1971 stellte sich heraus, dass sich unter der Farbschicht des 17. Jahrhunderts eine spätgotische Schablonenmalerei befindet. Auch an der Holzstütze im Kirchenschiff zeigten sich spätgotische Farbreste.

1497 wurde das Altarbild „Sancta Trinitas“ vom Maler Hans Hesse – dem Maler des Annaberger Bergaltars – geschaffen. Es ist gleichzeitig das erste Werk, welches dem Maler mit Sicherheit zugeschrieben werden kann. Auf der Mitteltafel thront in einem von Engeln getragenen Medaillon die Dreifaltigkeit. Auf den Flügeln des Altars sind links die Muttergottes im Strahlenkranz und Hieronymus, rechts Anna selbdritt und Johannes auf Patmos dargestellt.
Ebenso aus dieser Zeit sind ein zierlicher spätgotischer Kelch und ein Kruzifix an der Mittelstütze erhalten.